# Jacek Siemieński (1826–1872)
Jacek Ignacy Abdon Siemieński herbu Leszczyc (ur. 26 lipca 1826 we wsi Kluczewsko (lub Januszewice) koło Opoczna, zm. 12 października 1872 w Żytnie) – polski właściciel ziemski, przemysłowiec, działacz społeczny i niepodległościowy, mecenas sztuki, organizator powstania w Zagłębiu Dąbrowskim w 1863 r., komisarz cywilny Rządu Narodowego na Galicję Wschodnią.

## Życiorys
Urodził się w rodzinie ziemskich właścicieli Żytna. Studiował medycynę na Uniwersytecie Wrocławskim i w Paryżu. W czasie studiów przemycał polską literaturę niepodległościową przez granicę prusko-rosyjską. Po śmierci swojej ciotki Jadwigi Mieroszewskiej z domu Siemieńskiej stał się właścicielem Zagórza. Dokupił Klimontów, Dańdówkę i Niwkę (obecne dzielnice Sosnowca). Inwestował w przemysł ciężki, zostając właścicielem kopalń „Jerzy" (później „Niwka-Modrzejów”) i „Ignacy" (później Mortimer) oraz huty cynku „Paulina". Prowadził szeroko zakrojoną działalność społeczną. Był szefem Rady Opiekuńczej Zakładów Dobroczynnych powiatu olkuskiego. Wraz z Wandą Malczewską prowadził też działalność oświatową, opiekując się m.in. szkołami ludowymi w Zagórzu i Klimontowie oraz fundując dzieciom wiejskim stypendia i zakup książek. Założył szpital w Klimontowie, organizował pomoc lekarską dla mieszkańców w czasie epidemii cholery.
Był też mecenasem sztuki, wspierał m.in. pisarza Wincentego Pola i malarza Jacka Malczewskiego. Gromadził dzieła sztuki, jego dwór w Zagórzu był nazywany „Małymi Atenami".
Przed wybuchem powstanie styczniowego uwłaszczył chłopów. Czynnie angażował się w działalność konspiracyjną w Zagłębiu Dąbrowski. Ze względu na chorobę nie wziął udziału w początkowych walkach powstańczych. Wyjechał do Lwowa, gdzie z nominacji Mariana Langiewicza objął funkcję komisarza cywilnego Rządu Narodowego na Galicję Wschodnią. W listopadzie 1863 r. objął stanowisko naczelnika krakowskiej ekspozytury, organizując przerzut broni z zaboru austriackiego do rosyjskiego. W 1864 swoje dobra sprzedał tanio śląskiemu przedsiębiorcy Gustawowi von Kramsta, gdyż obawiał się ich konfiskaty przez władze carskie. Kupił wieś Wilkoszewice, gdzie zamieszkał.

## Życie prywatne
Syn Leonarda i Konstancji z domu Malczewskiej, brat cioteczny Służebnicy Bożej Kościoła Katolickiego Wandy Malczewskiej, krewny malarza Jacka Malczewskiego. Zawarł związek małżeński z Ewą Siemieńską (1840–1894), miał syna Leonarda (1856–1915).

## Upamiętnienie
W 2015 r. decyzją radnych miejskich, na wniosek mieszkańców ze Stowarzyszenia „Pakosznica", imieniem Jacka Siemieńskiego nazwano nowe rondo u zbiegu ulic Długosza, Dmowskiego i Braci Mieroszewskich w Sosnowcu.